# ニコロ・フェッラーリ
ニコロ・フェッラーリ（Nicolò Ferrari, 1928年4月24日 - ）は、イタリアの脚本家、映画監督である。日本では自動車メーカー的にニコロ・フェラーリとも表記される。

## 来歴・人物
1928年（昭和3年）4月24日、イタリアのリグーリア州ジェノヴァ県カモーリに生まれる。
1950年（昭和25年）、短篇ドキュメンタリー映画『余計な男たち』を監督し、発表している。1953年（昭和28年）、オムニバス『われら女性』のうち、アルフレード・グァリーニが監督した第一話、およびロベルト・ロッセリーニが監督した第三話で助監督を務める。1957年（昭和32年）、ロモロ・マルチェリーニ監督の『大爆走』の脚本執筆に参加、脚本家としてデビューする。
1961年（昭和36年）、ジョルジア・モルを主演に初の長篇監督作『裸のラウラ』を発表する。
長篇監督作『私のマオ』を発表した1970年（昭和45年）以降、1984年（昭和59年）に発表された、イタリア共産党第5代書記長のエンリコ・ベルリンゲルの死を悼むオムニバス映画『ベルリンゲル、さようなら』に監督として参加するまで、脚本作・監督作ともにみられない。
その後、70歳代となった2001年（平成13年）以降、2作のオムニバスに監督として参加している。

## フィルモグラフィ
一部を除きインターネット・ムービー・データベースに掲載された一覧である。
- 『余計な男たち』 Uomini in piú : 短篇ドキュメンタリー映画、1950年 - 監督
- 『われら女性』 Siamo donne, 英語題 We, the Women : 監督アルフレード・グァリーニ / ジャンニ・フランチョリーニ / ロベルト・ロッセリーニ / ルイジ・ザンパ / ルキノ・ヴィスコンティ、オムニバス、1953年 - 助監督 （Concorso 4 Attrici 1 Speranza 篇、および Ingrid Bergman 篇）
- 『大爆走』 I fidanzati della morte : 監督ロモロ・マルチェリーニ、1957年 - 脚本
- 『汚れなき抱擁』 Il bell'Antonio : 監督マウロ・ボロニーニ、1960年 - 助監督
- 『ヘラクレスの復讐』 La vendetta di Ercole : 監督ヴィットリオ・コッタファーヴィ、1961年 - 原案・脚本 [3]
- 『ローマ・オリンピック1960』 La grande olimpiade, 英語題 The Grand Olympics : 監督ロモロ・マルチェッリーニ、1961年 - 脚本
- 『裸のラウラ』 Laura nuda : 1961年 - 監督・脚本
- 『女性上位時代』 La matriarca, 英語題 The Libertine : 監督パスクァーレ・フェスタ・カンパニーレ、1968年 - 脚本
- 『私のマオ』 Mio Mao: Fatiche ed avventure di alcuni giovani occidentali per introdurre il vizio in Cina : 1970年 - 監督・原案・脚本
- 『ベルリンゲル、さようなら』 L'addio a Enrico Berlinguer : オムニバス、1984年 - 監督
- 『もうひとつの世界は存在しうる』 Un altro mondo è possibile : オムニバス、ドキュメンタリー映画、2001年 - 監督・撮影監督
- 『フィレンツェはわれらの明日』 Firenze, il nostro domani : オムニバス、2003年 - 監督

## 関連事項
- イタリア式コメディ
- アルフレード・グァリーニ （it:Alfredo Guarini）
- ジャンニ・フランチョリーニ （en:Gianni Franciolini）
- ロモロ・マルチェッリーニ （en:Romolo Marcellini）
- ヴィットリオ・コッタファーヴィ （en:Vittorio Cottafavi）

## 註
1. 1 2 3 4 5 6 7 8 9  Nicolò Ferrari, インターネット・ムービー・データベース （英語）, 2011年2月9日閲覧。
2. ↑  ニコロ・フェラーリ、キネマ旬報映画データベース、2011年2月9日閲覧。
3. ↑  イタリア映画大回顧、東京国立近代美術館フィルムセンター、2011年2月9日閲覧。